# Энгельгардт, Егор Антонович
Его́р Анто́нович Энгельга́рдт (нем. Georg Reinhold Gustav von Engelhardt; 12 [23] августа 1775, Рига — 15 [27] января 1862, Санкт-Петербург) — русский педагог из рода Энгельгардтов. Второй директор Царскосельского лицея.

## Биография
Родился 12 (23) августа 1775 года в Риге — сын «директора Генеральной Экономии» Антона-Иоанна Владимировича фон Энгельгардт и Христины-Беаты ди Приадда (ди Приауда), происходившей из семьи венецианских патрициев. Старший брат — бригадир Ф. А. Энгельгардт.
В 1780 году был записан в лейб-гвардии Преображенский полк. Воспитанием Энгельгардта занималась его умная и высокообразованная мать; около восьми лет был отдан в славившийся в то время в Петербурге пансион девиц Бардевик, где обучались мальчики и девочки. В числе учителей его были А. Шторх и Л. Крафт (академики), Буссе и другие, приобретшие известность в учёном мире. Энгельгардт весьма рано выказал редкие способности к изучению языков. Свои познания, приобретённые в пансионе, он дополнял потом частными на дому уроками латинского языка и математики; но всеми многосторонними сведениями своими, которые впоследствии доставили ему звание члена разных учебных обществ, он обязан самому себе.
По достижении 16-летнего возраста поступил на действительную службу сержантом в Преображенский полк. В течение года был ординарцем при князе Г. А. Потёмкине и участвовал в устройстве известного праздника, данного князем императрице. В 1793 году Энгельгардт был послан курьером в Вену. Через два года был переведён в Смоленский драгунский полк и в чине капитана прикомандирован к канцелярии князя Зубова. В 1796 году перешёл на гражданскую службу — в коллегию иностранных дел, в канцелярию вице-канцлера князя А. Б. Куракина, особое доверие, внимание и расположение которого он сумел быстро приобрести.
В 1799 году был назначен секретарём Мальтийского ордена в России, а затем секретарём Великого Магистра ордена (Павла I).

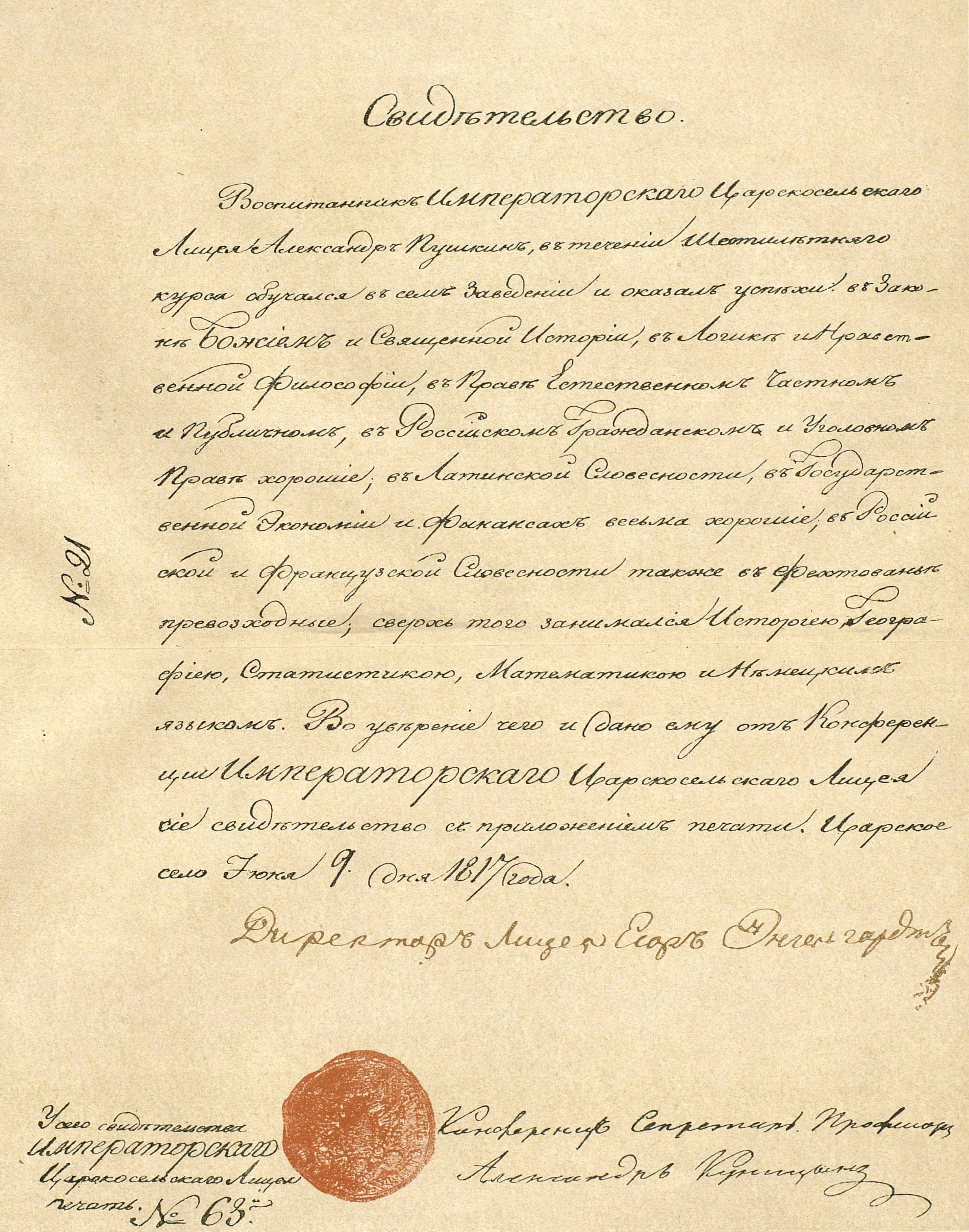
Подписанное Энгельгардтом свидетельство, выданное Пушкину по окончании лицея

С учреждением в 1801 году Государственного совета был назначен помощником статс-секретаря (Ф. И. Энгеля). В 1811 году, по особой склонности к занятиям воспитательной частью, был переведён в Петербургский педагогический институт, где впоследствии назначен директором; причём ему было сохранено всё содержание по званию помощника статс-секретаря, хотя дела Совета до него уже не касались; это продолжалось и во всё время последующей службы Энгельгардта при лицее. Энгельгардт с молодых лет чувствовал влечение и даже призвание к педагогическим занятиям. Тогда уже он читал предпочтительно сочинения, в которых развивались лучшие методы воспитания юношества и постоянно имел желание быть во главе воспитательного заведения. Желаниям его суждено было осуществиться, и он на практике мог изучить всё, что до сих пор изучал лишь в теории. Неизвестно по каким соображениям во время нашествия Наполеона министр народного просвещения граф Разумовский приказал Энгельгардту отправиться с Педагогическим институтом и гимназией в Петрозаводск.
В 1816—1823 годах состоял директором Царскосельского лицея. Был назначен вследствие усилившихся беспорядков в Лицее (особенно — в пансионе) вместо директора Малиновского, кратковременное управление которого зачастую забывается лицеистами, привыкшими считать Энгельгардта первым и старейшим своим директором.
На прощанье лицейский директор Егор Антонович Энгельгардт подарил всем лицеистам первого выпуска на память особые чугунные кольца — символ несокрушимой дружбы и памяти, — и они будут называть друг друга «чугунниками»…
Многие годы поддерживал дружеские отношения с воспитанниками лицея; переписывался со ссыльным И. И. Пущиным.
Писал по экономическим и сельскохозяйственным вопросам. Ряд его статей напечатан в издании А. К. Шторха «Russland unter Alexander I» (27 вып., Санкт-Петербург и Лейпциг, 1803—1811). В 1838—1852 годах под его редакцией выходила газета «Russische Landwirtschaftliche Zeitung». Издал по рукописным дневникам Ф. П. Врангеля описание его путешествия по Сибири под заглавием: «Reise längs der Nordküste von Sibirien und auf dem Eismeer in den Jähren 1820—1824]]» (Берлин, 1839).
Скончался 15 (27) января 1862 года и был погребён на Смоленском лютеранском кладбище, слева от входа, на семейном участке Энгельгардтов, с женой и детьми и рядом с семейством фон-дер-Остен-Сакен. На могиле был установлен гранитный парапет с врезанными досками из черного мрамора. Памятник был уничтожен, а на его месте поставили типовую раковину, в 1991 году заменённую светло-коричневым камнем с крестом и надписью.

## Награды
- Орден Святого Иоанна Иерусалимского (1799)
- Орден Святой Анны 2-й степени (1810)
- Орден Святого Владимира 2-й степени (1820)
- Знак отличия за XLV лет беспорочной службы (1852)

## Семья

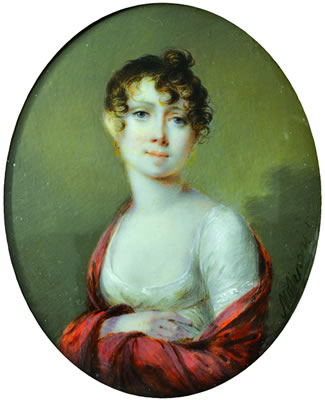
Мария Яковлевна, жена.
Художник А. Молинари.

Был женат с 11 октября 1800 года на Марии Яковлевне (Марии-Августе) Уайтекер (Whitacker) (8 (19) февраля 1778 — 13 (25) февраля 1858). Она родилась в Ревеле в семье англичанина Джеймса Уайтекера и баронессы Анны фон дер Пален. Имя Марии Яковлевны часто упоминается в письмах и воспоминаниях лицеистов, однокашников А. С. Пушкина. Умерла в Санкт-Петербурге и была похоронена на Смоленском лютеранском кладбище. В браке имела семерых детей:
- Александр Егорович (1801—1843)[3], полковник и кавалер. Женат на дочери Г. А. Демидова Анне Григорьевне.
- Максим Егорович (1803—1858), действительный статский советник, директор Варшавского банка.
- Анна (Августа) Егоровна (1804—1831)
- Елизавета Егоровна (1805—1873), замужем за Р. Ф. Остен-Сакеном[5].
- Наталья (Луиза) Егоровна (1806—1845), замужем за А. Ф. Остен-Сакеном.
- Владимир Егорович (1808—1873[6]), действительный статский советник, автор воспоминаний об отце. Был дважды женат: 1) на Юлии Алексеевне, дочери А. Д. Копьева, 2) на Софье Владимировне Новосильцевой.
- Ольга Егоровна (1812—18..).